# Ernst Reuter
Ernst Reuter   (Aabenraa, 29 de juliol de 1889 - Berlín Oest, 29 de setembre de 1953) va ser un polític alemany i alcalde de Berlín occidental entre 1948 i 1953.

## Biografia
Va entrar a l'SPD, partit d'ideologia socialdemòcrata, el 1912. Durant la Primera Guerra Mundial va ser ferit i va caure presoner de guerra de l'Exèrcit rus, i aleshores s'associà amb els bolxevics. Després de la Guerra, Reuter va entrar al Partit Comunista d'Alemanya (KPD), on va ser considerat un "amiguet de Lenin". No obstant això, a partir de 1921 es va oposar al líder del KPD, Paul Levi, i va deixar el partit comunista per tornar a associar-se als socialdemòcrates, primer al Partit Socialdemòcrata Independent (USPD) i, després de la dissolució d'aquest, de nou a l'SPD.
Durant els anys vint, fou membre del govern de la ciutat de Berlín, i s'ocupà dels problemes de trànsit i del foment del transport públic, especialment el metro de Berlín (Berliner U-Bahn).
Després que els nacionalsocialistes arribessin al poder el 1933, Reuter va ser destituït de tots els seus càrrecs i internat durant un temps en un camp de concentració. Després va aconseguir exiliar-se a Turquia, on va treballar com a professor d'urbanisme.
Després del final de la Segona Guerra Mundial, Reuter va tornar a Alemanya, on a partir de 1946 va ocupar de nou la conselleria de Trànsit de Berlín i el 1947 va ser elegit alcalde de la ciutat. Atès que la Unió Soviètica es va negar a reconèixer-lo, el 1948 va poder ocupar el càrrec només en els tres sectors occidentals (Berlín occidental).
Durant el bloqueig de Berlín per l'URSS (1948/1949), Reuter es va convertir en un símbol de la voluntat de resistència del Berlín occidental. Se'l coneix sobretot per un discurs que va tenir davant de les ruïnes de l'edifici del Reichstag, en el qual va apel·lar a la comunitat internacional a no abandonar Berlín a les pressions soviètiques ("Pobles del món, mireu aquesta ciutat! I vegeu que a aquesta ciutat i a aquest poble no l'heu de lliurar, no el podeu lliurar.").
La seva gran popularitat es va convertir el 1948 en una victòria electoral sense precedents de l'SPD, que va aconseguir el 64,5% dels vots al parlament dels sectors occidentals la ciutat, el millor resultat mai aconseguit per un partit alemany en unes eleccions lliures a nivell regional. Malgrat aquesta majoria aclaparadora, a causa de la situació política perillosa, Reuter va formar un govern de coalició amb la Unió Demòcrata Cristiana (CDU) i el partit liberal LDP (que després es va unir amb el FDP).
A més, Reuter va ser un dels impulsors de la Universitat Lliure de Berlín, fundada el 1948, ja que l'anterior universitat de Berlín (la Universitat Humboldt) s'havia quedat a la part oriental de la ciutat. El 1949, Reuter va obtenir el doctorat honoris causa de la Universitat Lliure.
Després de l'entrada en vigor de la nova Constitució del Land de Berlín, a 1951 Reuter va ser reelegit com a batlle, i fou el primer a portar el nou títol oficial de "Alcalde Governador" (Regierender Bürgermeister). El 17 d'abril de 1953, es va fundar la Fundació Alcalde Reuter, que donava suport als refugiats que venien a Berlín occidental des de l'RDA.
Pocs mesos després de la fracassada revolta obrera contra el govern comunista a Berlín oriental del 17 de juny de 1953, esclafada violentament per les forces armades de l'RDA, Reuter va morir de les conseqüències d'una infecció gripal. En conèixer-se la notícia de la seva mort, milers de berlinesos van col·locar espontàniament espelmes a les seves finestres. Més d'un milió de persones van acompanyar el seguici fúnebre al cementiri del barri de Zehlendorf.